# Philippe de Champaigne
Pour les articles homonymes, voir Champaigne.
Ne doit pas être confondu avec Philippa de Champagne, princesse de Jérusalem, ou Philippe de Champagne, évêque de Châlons au XIe siècle
Philippe de Champaigne, né le 26 mai 1602 à Bruxelles et mort le 12 août 1674 à Paris, est un peintre et graveur classique français d'origine brabançonne.

## Biographie
Né à Bruxelles en 1602 dans une famille pauvre, il est formé dès l'âge de douze ans au portrait miniature auprès de Jean de Bouillon, puis continue son apprentissage chez Michel de Bourdeaux avant d'apprendre le paysage avec le grand maître Jacques Fouquières, qui probablement le fait venir à Paris.
Il refuse d'intégrer l'atelier de Rubens à Anvers, mais souhaite visiter Rome.
Il s'arrête à Paris en 1621 et se fixe au collège de Laon, dans le Quartier latin. Il s'y lie d'amitié avec Nicolas Poussin qui y loge après son retour d'Italie, en 1622. Il travaille chez le maniériste Georges Lallemant, où il pratique la peinture d'histoire. Il quitte l'atelier de Lallemant vers 1625 et commence à travailler pour son compte. Le peintre Nicolas Duchesne conduisant les ouvrages du peinture du palais du Luxembourg l'emploie  ainsi que Nicolas Poussin pour y faire des dessins de lambris avec des pots de fleurs et des paysages. Champaigne a fait plusieurs tableaux dans les chambres de la reine mère, en particulier une copie de Notre Dame du Caravage pour le Petit-Luxembourg. Ces travaux sont appréciés par Claude Maugis, abbé de Saint-Ambroise et intendant des bâtiments de la reine mais attirèrent la jalousie de Duchesne. Philippe de Champaigne préféra quitter ces travaux et retourner à Bruxelles, en 1627,.
Remarqué par Marie de Médicis, il entre au service de la famille royale à partir de 1628. À peine arrivé à Bruxelles, Claude Maugis lui a fait savoir que Nicolas Duchesne était mort et lui a demandé de revenir en France en lui proposant de prendre sa place de premier peintre de la reine Marie de Médicis. Il est de retour à Paris le 10 janvier 1628. Il a obtenu un logement au palais du Luxembourg avec 1 200 livres de gages. Il a épousé Charlotte Duchesne (1611-1638), la fille de Nicolas Duchesne, le 30 novembre 1628 et repris son atelier. Il reprend les travaux de décoration du palais du Luxembourg, dont les pièces maîtresses sont une série de grand tableaux relatant la vie de la commanditaire par Rubens. Champaigne y peint plusieurs fresques des plafonds. Il s'était déjà frotté à la théologie vivante des béguinages et se met tout de suite à l'œuvre pour répondre au projet de Marie de Médicis, qui souhaite mettre la représentation de la dévotion au service du politique. La reine le fait travailler sur le couvent des Carmélites du faubourg Saint-Jacques.
Il reçoit en 1629 ses « lettres de naturalité ». Il vit alors au numéro 11 du quai de Bourbon (plaque).
Il est, avec Simon Vouet, l'un des deux peintres les plus réputés du royaume. Il est le seul peintre autorisé à peindre le cardinal de Richelieu en habit de cardinal : il le représente onze fois. Il est un des membres fondateurs de l'Académie royale de peinture et de sculpture, le 1er février 1648.

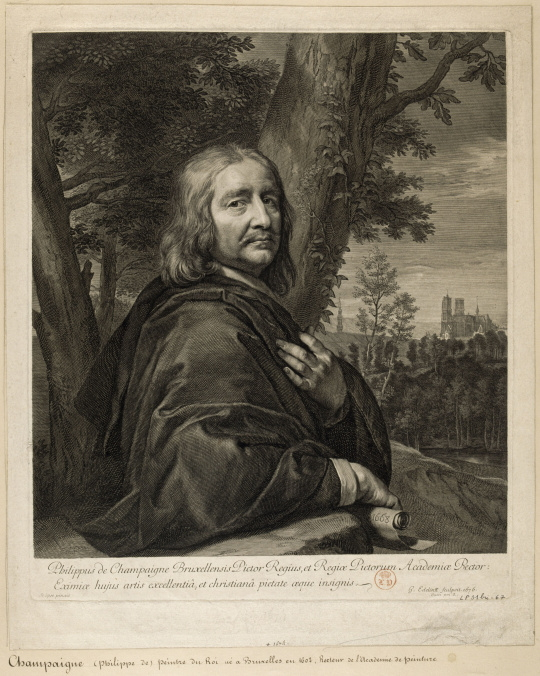
Philippe de Champaigne. Gravure de Gérard Edelinck (1676), d'après Jean-Baptiste de Champaigne.

Après la mort de son fils unique, Claude de Champaigne (1634-1642), il fait venir de Bruxelles son neveu, Jean-Baptiste de Champaigne, pour le former dans son atelier. Ce dernier a été formé avec Nicolas de Plattemontagne. Il se rapproche des milieux jansénistes.  Il devient le peintre de l'abbaye de Port-Royal de Paris, puis de Port-Royal des Champs. Sa fille, Catherine de Champaigne (1636-1686) est religieuse de Port-Royal en 1656 sous le nom Sœur Catherine de Sainte-Suzanne. Elle perd progressivement l'usage de ses jambes en 1660. Elle est miraculeusement guérie au couvent de Port-Royal. Il célèbre cet événement dans Ex-voto de 1662, toile mystique d'action de grâce. Ce tableau, aujourd'hui conservé au musée du Louvre, représente la fille de l'artiste avec la mère supérieure Agnès Arnauld.
À partir de 1654, il participe à la décoration du palais des Tuileries, mais cette fois sous la direction de Charles Le Brun. Il est nommé professeur en 1655.
À la fin de sa vie, son activité pédagogique devient plus importante : même si aucun écrit ne subsiste de sa main, il existe des transcriptions de plusieurs de ses conférences, publiées par André Félibien en 1668. Il y commente plusieurs œuvres, dont celles du Titien, participant ainsi au débat entre coloristes et dessinateurs et prônant une attitude modérée.
Il meurt le 12 août 1674, à l'âge de 72 ans au 20 rue des Écouffes (plaque). Ce sera l’occasion pour les religieuses de Port-Royal de le mentionner dans leur obituaire comme « bon peintre et bon chrétien ». Enterré dans l'église Saint-Gervais-Saint Protais, ses cendres sont transférées vers 1794 dans le cimetière Saint-Gervais qui se situait au 2 rue François Miron (ancienne rue du pourtour Saint-Gervais).

## L'œuvre

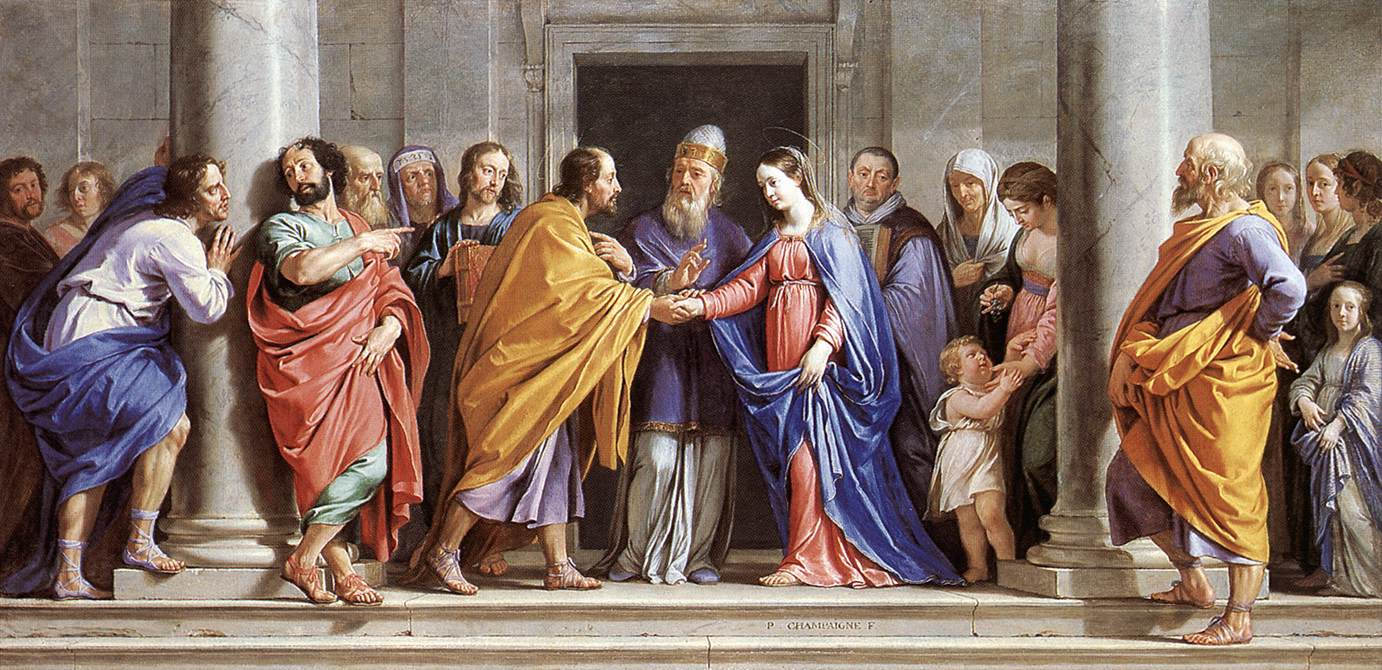
Philippe de Champaigne, Le Mariage de la Vierge, vers 1644, Londres, Wallace Collection.

### Style
Influencé par Rubens au début de sa carrière, son style devient par la suite de plus en plus austère. Son assiduité au travail lui avait donné une facilité surprenante. C'est un peintre classique, essentiellement religieux, qui reste un peintre exceptionnel par l'éclat de ses coloris, ce bleu presque surnaturel, et la rigueur de ses compositions.
À l'instar de Pascal, elles nous parlent de nos grandeurs comme de nos petitesses. Grandeur et respect des puissants, gloire de la France, compassion réelle pour ceux qui souffrent aussi, mais par-dessus tout de la grandeur incommensurable de la nature et de Dieu. Il exalte tour à tour les Majestés et les figures d'humilité comme dans l’Adoration des bergers de 1648, la Présentation au Temple, et la Résurrection de Lazare, dans le sentiment pictural de la présence des corps, des visages, des mains.
Philippe de Champaigne touche la perfection avec la splendeur des paysages qui vient d'une souterraine influence flamande, et ses visages, psychologiques, impénétrables.

### Conférences à l'Académie royale de peinture et de sculpture

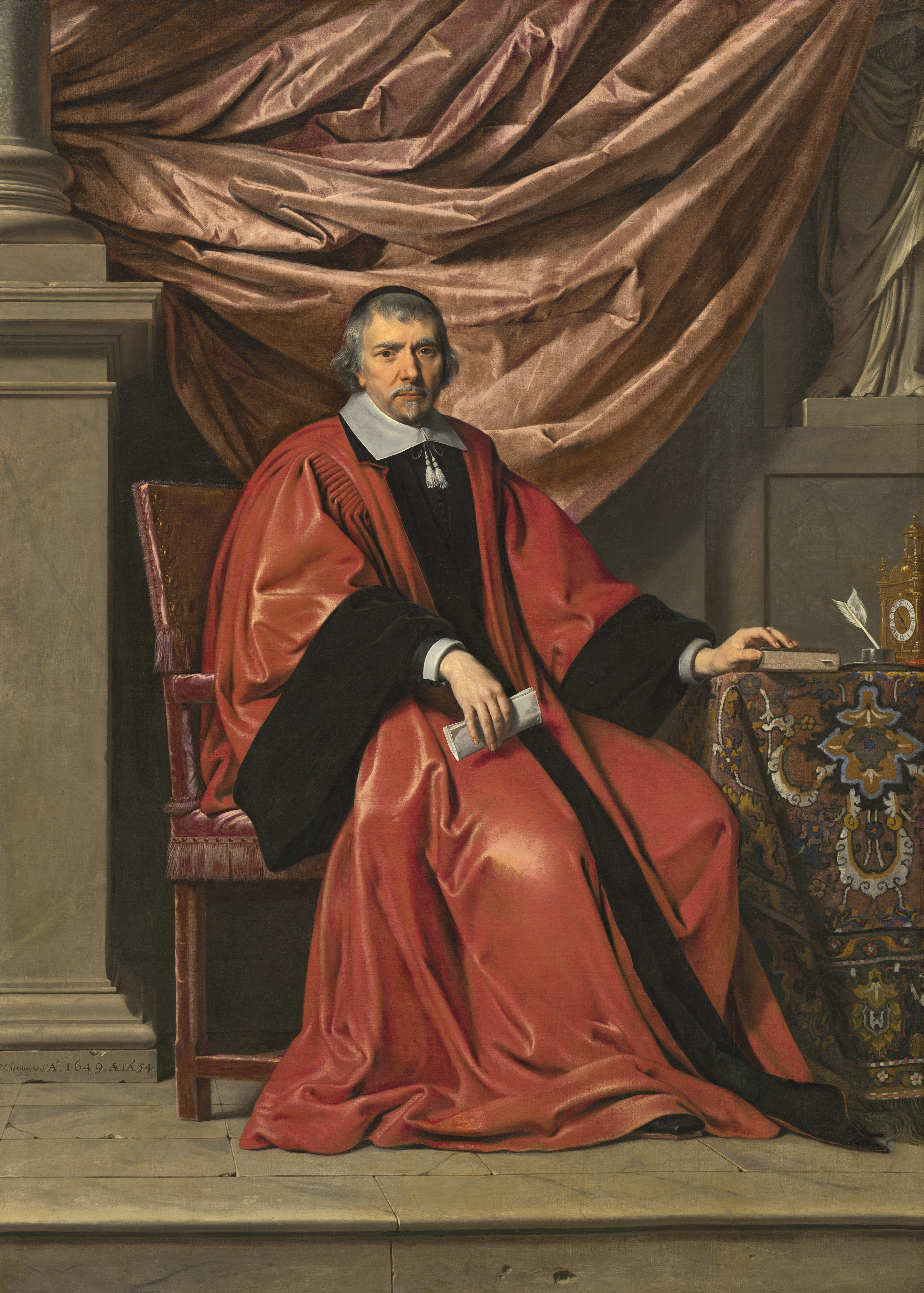
Philippe de Champaigne, Portrait d'Omer Talon, 1649, Washington, National Gallery of Art.

Philippe de Champaigne est un des membres fondateurs de l'Académie royale de peinture et de sculpture. Il y a prononcé plusieurs conférences :
- le 2 mars 1669, « Conférence sur un tableau de Raphaël représentant l'Enfant-Jésus, la Vierge, sainte Élisabeth et saint Jean », dans Conférences inédites de l'Académie Royale de Peinture et de Sculpture, p. 90-96 (lire en ligne)
- le 7 juin 1670, « Conférence de M. de Champaigne sur les ombres », dans Conférences inédites de l'Académie Royale de Peinture et de Sculpture, p. 97-101 (lire en ligne)
- le 12 juin 1671, « Conférence de M. Champaigne l'oncle sur un tableau du Titien représentant la Vierge, l'Enfant Jésus et saint Jean-Baptiste », dans Conférences inédites de l'Académie Royale de Peinture et de Sculpture, p. 9-13 (lire en ligne)
- le 11 juin 1672, « Conférence de M. de Champaigne l'oncle contre les copistes des manières », dans Conférences inédites de l'Académie Royale de Peinture et de Sculpture, p. 102-108 (lire en ligne)
- le 26 mai 1674, « Conférence de M. de Champaigne l'oncle sur l'Enlèvement de Déjanire du Guide », dans Conférences inédites de l'Académie Royale de Peinture et de Sculpture, p. 109-111 (lire en ligne)

### Réalisations

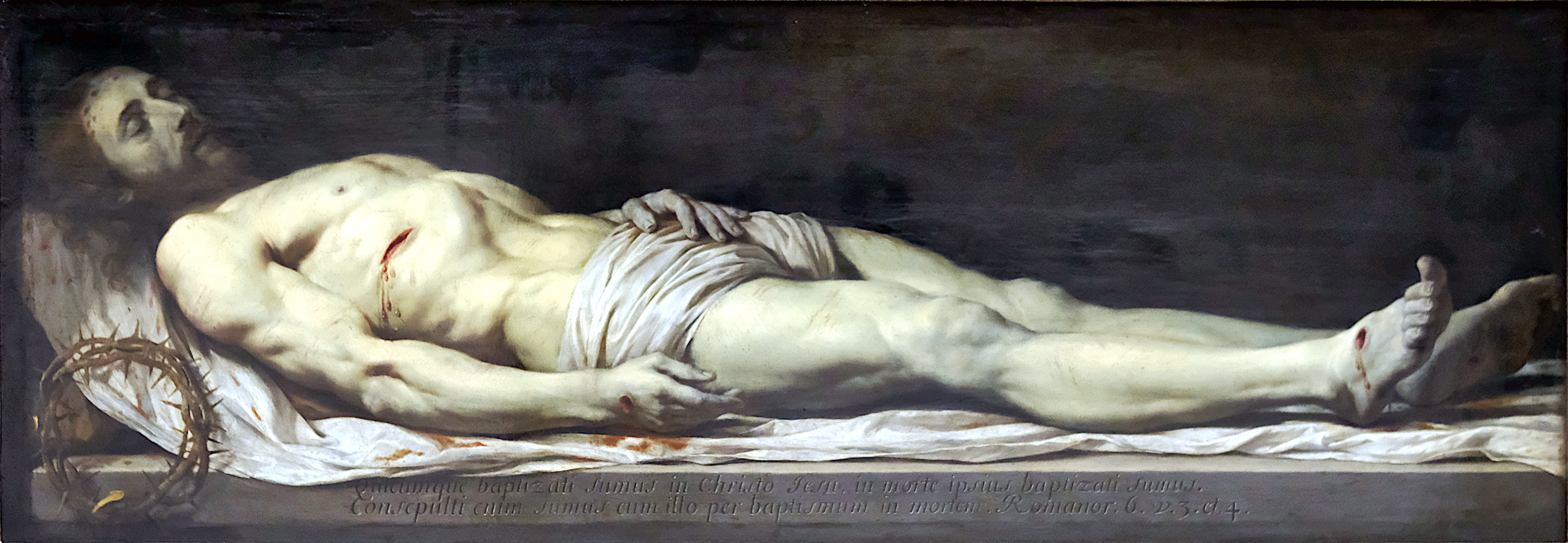
Le Christ mort - Louvre, INV1128.

Son œuvre est vaste, il a principalement peint des tableaux religieux destinés aux églises et couvents parisiens (Val-de-Grâce, chapelle de la Sorbonne, Saint-Séverin, Saint-Merry, Saint-Médard, couvent des Carmélites) des portraits, qui furent très appréciés (haute noblesse, prélats, grands commis de l’État, parlementaires), et des décors profanes (pour le palais du Luxembourg et le palais Cardinal à Paris, le château de Richelieu, celui de Pont-sur-Seine).

## Postérité

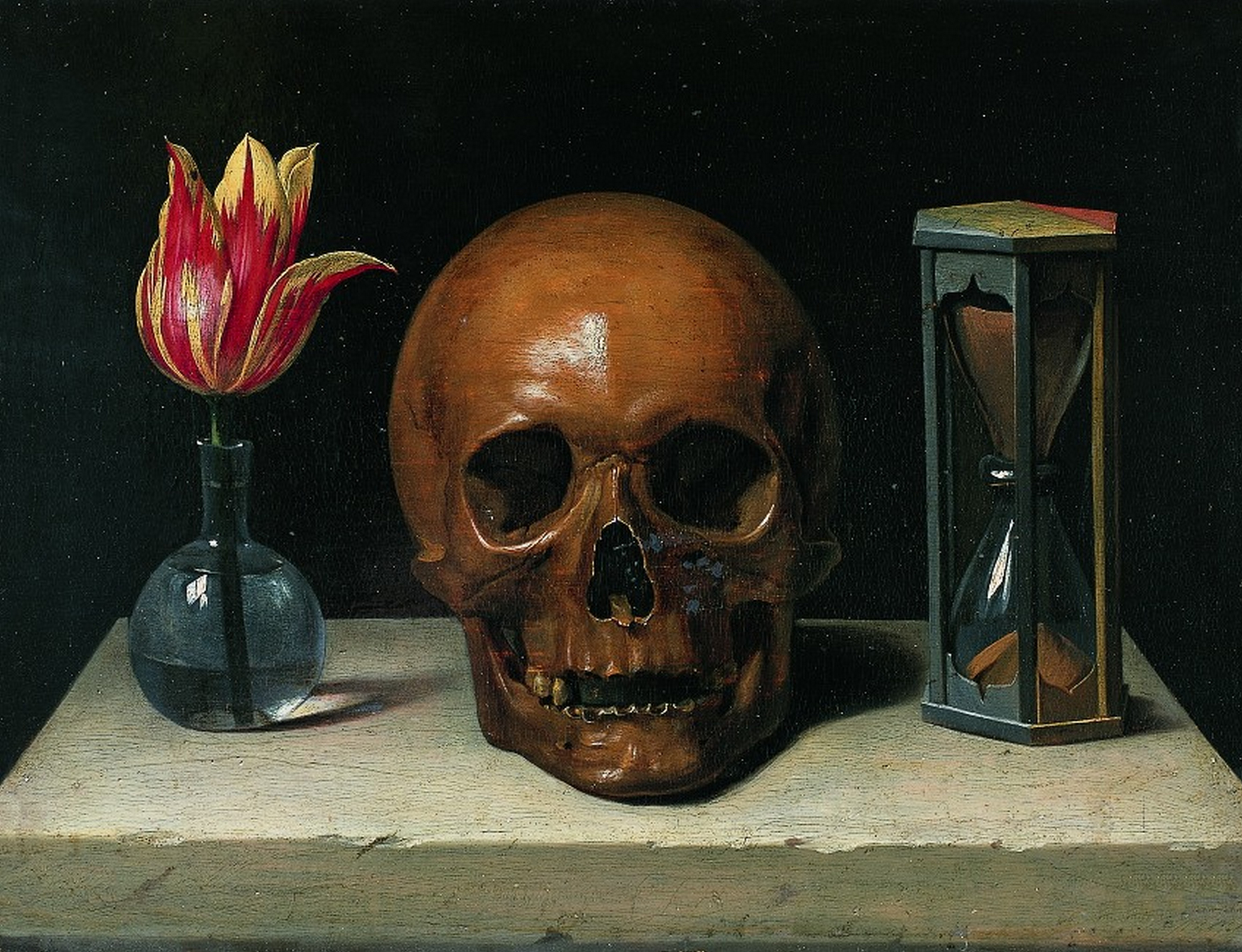
Philippe de Champaigne, Vanité, vers 1671, Le Mans, musée de Tessé.

### Élèves
- Jean-Baptiste de Champaigne (1631-1681)
- Nicolas de Plattemontagne (1631-1706)
- Jean Mosnier (1600-1656)
- Juste d'Egmont (1601-1674)
- Claude de Champaigne (actif vers 1636-1650)
- Henry de Champaigne, frère cadet de Philippe (1609-après 1656)
- Jacques Alix (vers 1622-1672)
- Jean Morin (entre 1605 et 1609-1650)
- Robert Nanteuil (vers 1623-1678)

### Écrits sur Philippe de Champaigne
André Félibien, son contemporain, a laissé une biographie : Entretiens sur les vies et les ouvrages des plus excellents peintres anciens et modernes, publié entre 1666 et 1668.
Roger de Piles a écrit également une notice biographique, cette fois postérieure à sa mort.

### Principales expositions

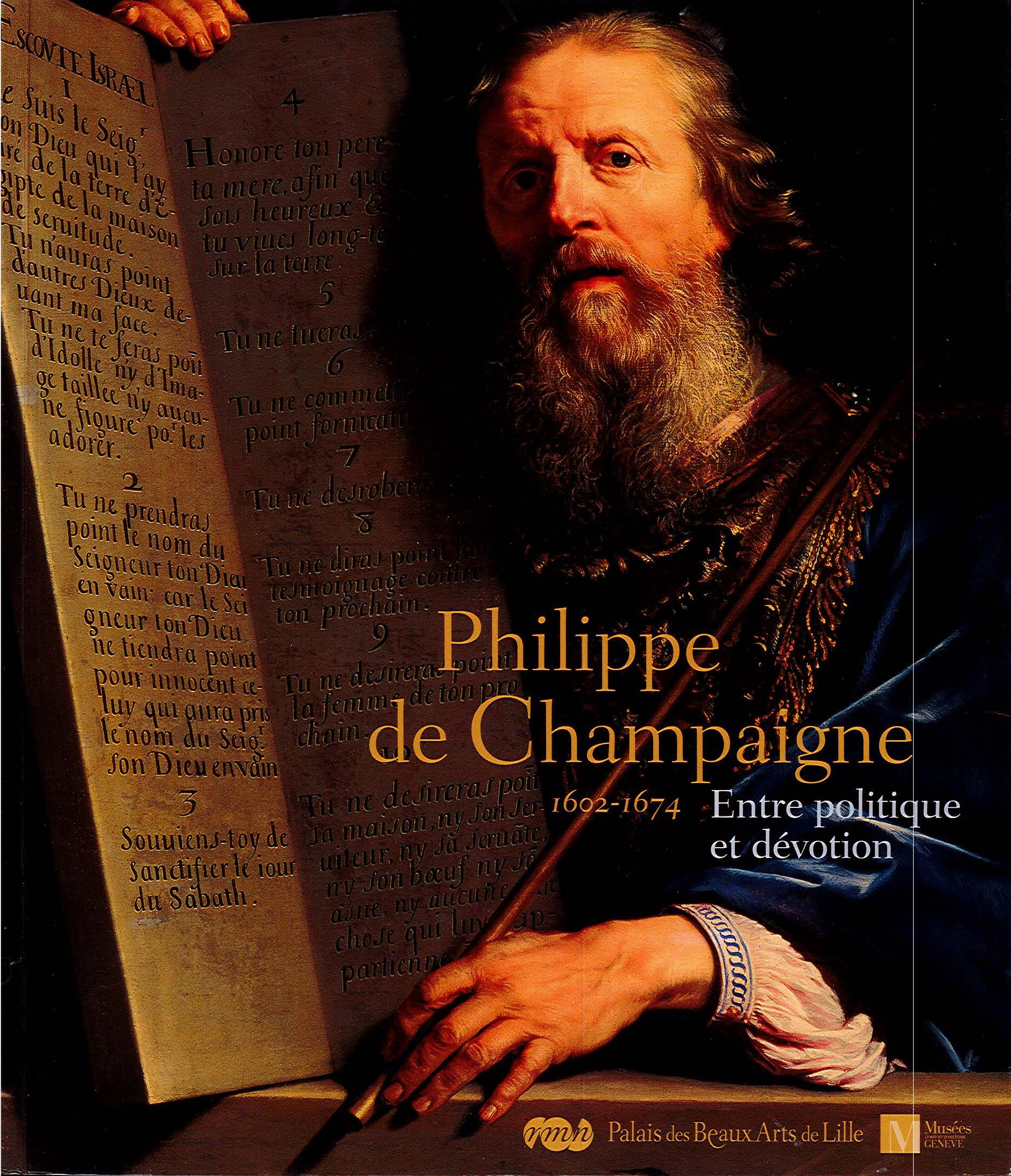
Le catalogue de l'exposition Philippe de Champaigne qui a eu lieu au Palais des beaux-arts de Lille du 27 avril au 15 août 2007.

- 1952 : Paris, Musée de l'Orangerie, catalogue rédigé par Bernard Dorival ;
- 1957 : Musée national des Granges de Port-Royal, Philippe de Champaigne et Port-Royal, juin-octobre 1957, catalogue rédigé par Bernard Dorival[13].
- 1995 : Musée national des Granges de Port-Royal, Philippe de Champaigne et Port-Royal, 28 avril-28 août 1995, catalogue rédigé par Philippe Le Leyzour et Claude Lesnée[13] ;
- 2007 : Palais des beaux-arts de Lille, « Philippe de Champaigne (1602-1674), entre politique et dévotion, » [3], catalogue rédigé par Nicolas Sainte Fare Garnot[14] ;
- 2007-2008 : Musée Rath, Genève, septembre 2007-janvier 2008[15] ;
- 2007-2008 : Évreux, musée d'Évreux, À l'école de Philippe de Champaigne, 18 novembre 2007-17 février 2008, catalogue rédigé sous la direction de Dominique Brême, avec la participation de Frédérique Lanoë ;
- 2009 : Musée national de Port-Royal des Champs, Trois maîtres du dessin, Philippe de Champaigne, Jean-Baptiste de Champaigne, Nicolas de Plattemontagne, du 25 mars au 29 juin 2009, catalogue rédigé par Frédérique Lanoë, sous la direction de Pierre Rosenberg[16].